# Leptogenys varicosa
Leptogenys varicosa es una especie de hormiga del género Leptogenys, subfamilia Ponerinae.

## Taxonomía
Esta especie fue descrita científicamente por Stitz en 1925.